# Rana areolata
Rana areolata é uma espécie de anfíbio anuro pertencente ao género Rana. Endêmica dos Estados Unidos da América.